# Stanisław Reymont
Stanisław Reymont ps. Emil, Bogdan, Muszyński (ur. 18 lutego 1903 w Sulejowie, zm. 6 lipca 1994 w Warszawie) – polski działacz i polityk ludowy.

## Życiorys

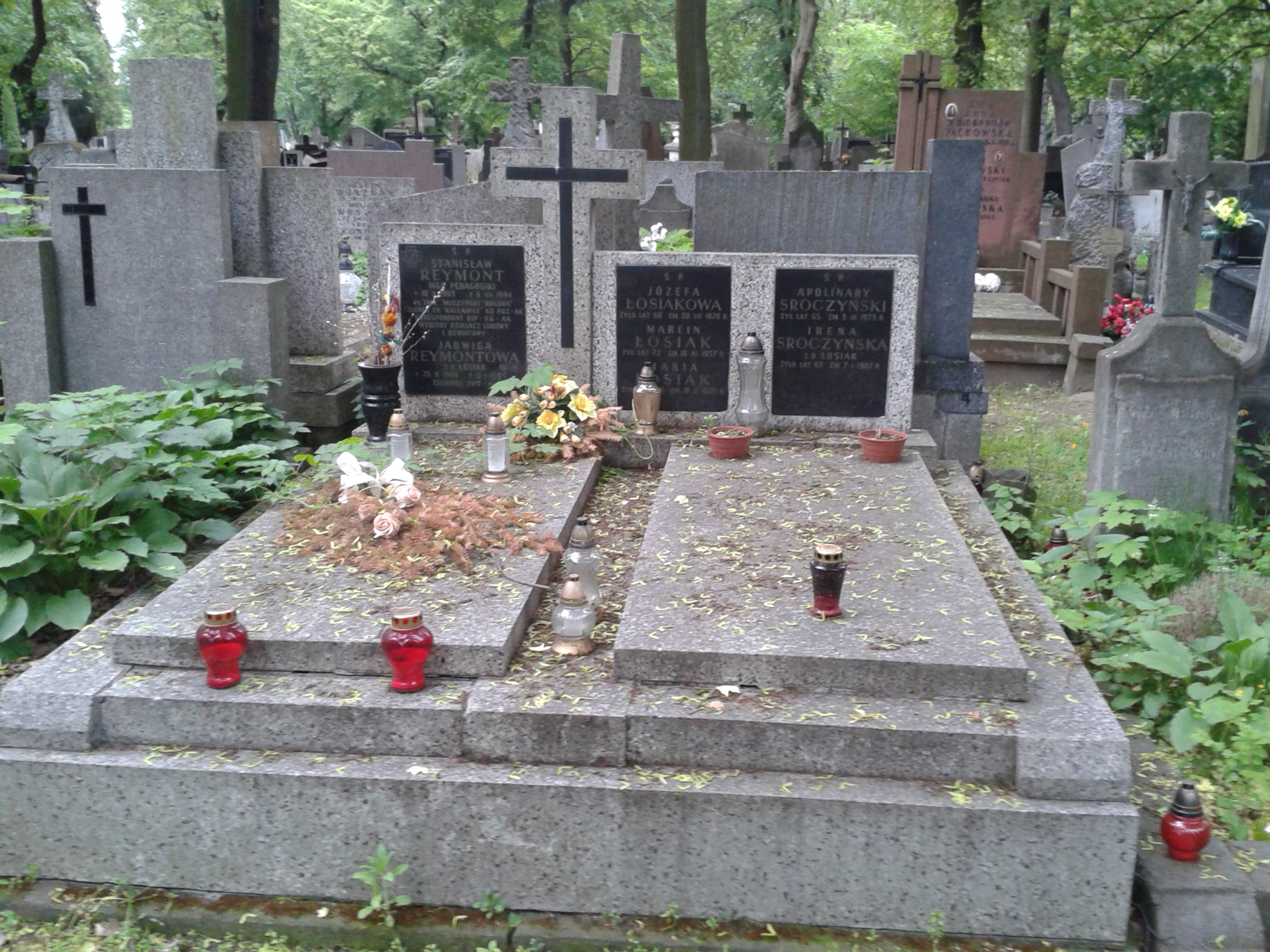
Grób Stanisława Reymonta na cmentarzu Bródnowskim

Należał do Centralnego Związku Młodzieży Wiejskiej, a następnie po rozłamie w 1928 do Centralnego Związku Młodzieży Wiejskiej „Siew”. W 1934 organizacja ta połączyła się odłamem Związku Młodzieży Ludowej i Małopolskiego Związku Młodzieży tworząc Centralny Związek Młodej Wsi. Na przełomie 1939 i 1940 z części członków CZMW tworzono Chłopską Organizację Wolności „Racławice” i Polską Organizację Zbrojną „Racławice”. Stanisław Reymont od kwietnia 1940 należał do Polskiej Organizacji Zbrojnej „Racławice”, w drugiej połowie 1942 POZ Racławice weszła w skład Armii Krajowej i Stanisław Reymont został korespondentem Biura Informacji i Propagandy Komendy Głównej. Równocześnie pełnił funkcję redaktora w czasopismach „Walka i Wolność” i „Wojsko i Niepodległość”. Podczas powstania warszawskiego walczył w szeregach I Obwodu „Radwan”. Po 1945 był działaczem oświaty.
Został pochowany na cmentarzu Bródnowskim (kwatera 47A-V-10/11).

## Ordery i odznaczenia
- Krzyż Kawalerski Orderu Odrodzenia Polski[1]
- Warszawski Krzyż Powstańczy[1]
- Medal „Za udział w wojnie obronnej 1939”[1]
- Medal Komisji Edukacji Narodowej[1]